# Qaz al-Khass
Qaz al-Khass (tiếng Ả Rập: قز الخاص, cũng đánh vần Qazl Khass hoặc Kazz el-Khass; còn được gọi là al-Rabyah) là một ngôi làng ở phía bắc Syria nằm về phía tây bắc của Homs ở tỉnh Homs. Theo Cục Thống kê Trung ương Syria, Qaz al-Khass có dân số 543 trong cuộc điều tra dân số năm 2004. Cư dân của nó chủ yếu là Alawites.